# Israel Exploration Journal
Israel Exploration Journal − izraelskie czasopismo naukowe wydawane przez Israel Exploration Society od 1950.
Na łamach periodyku publikowane są artykuły dotyczące archeologii, historii i geografii Izraela i krajów Bliskiego Wschodu. Naczelnymi redaktorami są: Szemu’el Achituw oraz Amichaj Mazar.